# Steenkoolmijn van Frameries

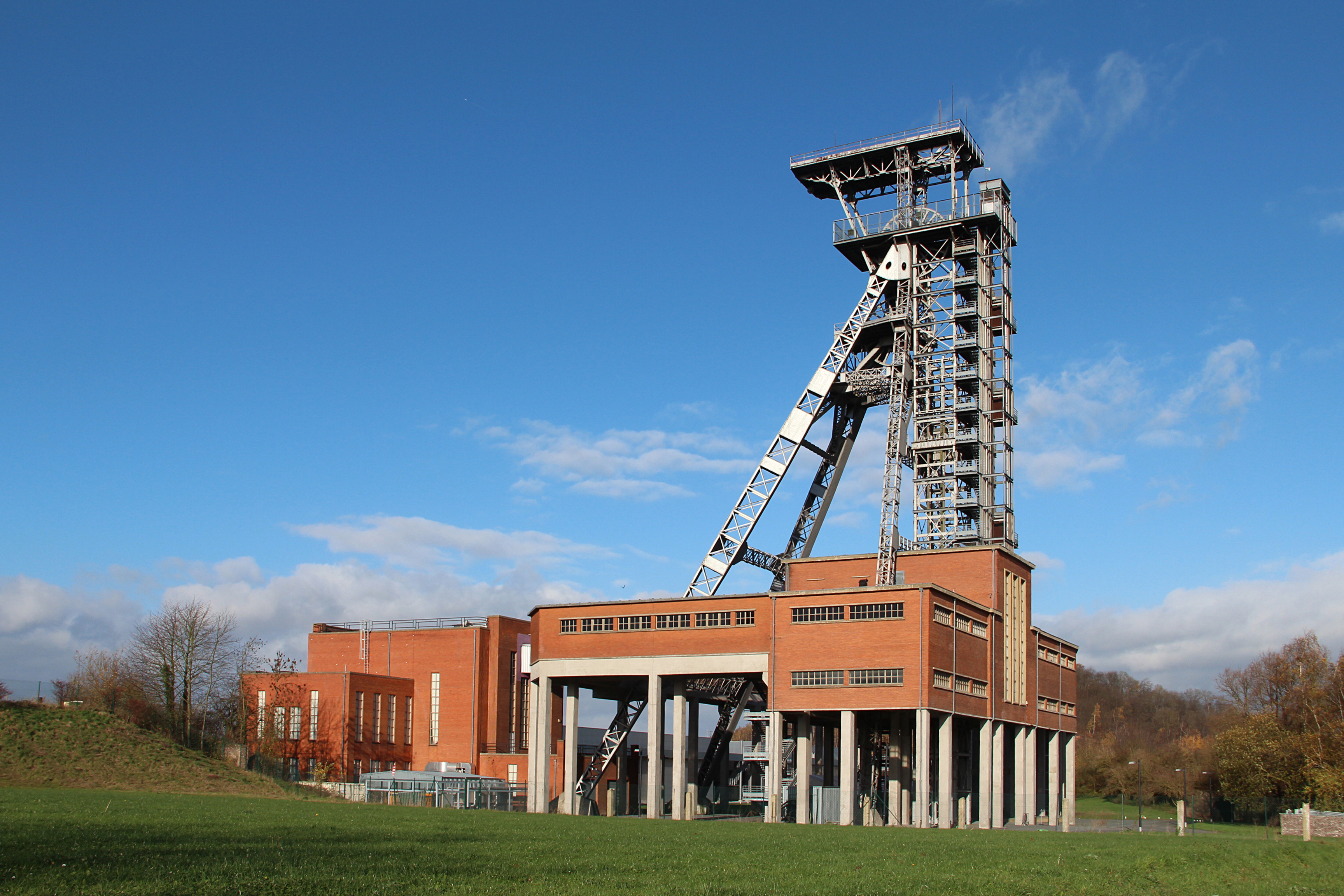
Een typisch mijnterrein

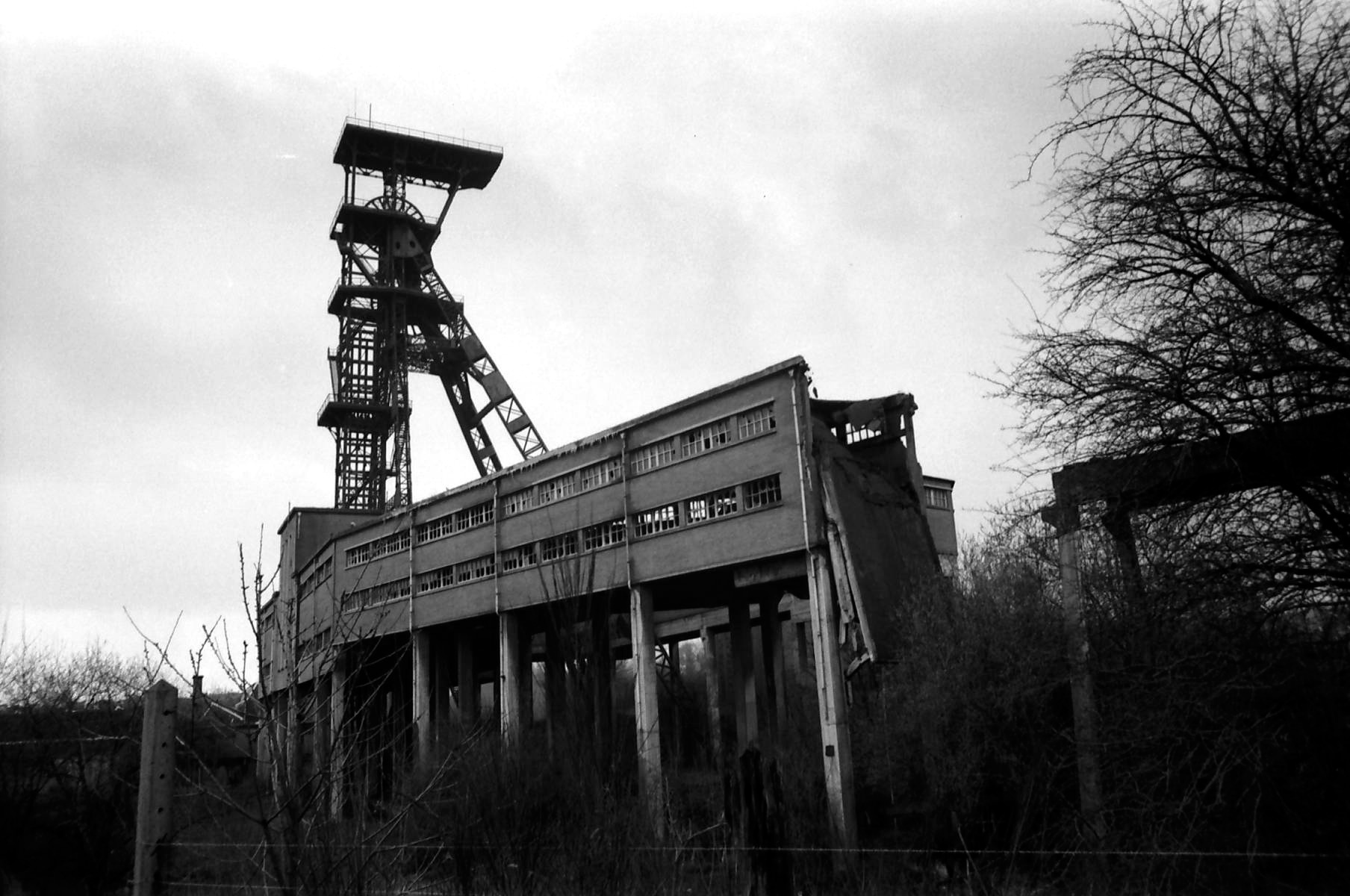
Frameries Crachet Pickery mijn, destijds in verval geraakt

De steenkoolmijn van Frameries (Frans: Charbonnage de Frameries) is een kolenmijn gelegen in Frameries.
Het bedrijf, dat in 1920 werd opgericht door Georges Cotton, omvatte in totaal 11 ontginningsmijnen.
- Le Sac in  Hornu,
- Saint-Antoine in Wasmes,
- Bonne-Espérance in Wasmes,
- Grisoeuil in Pâturages,
- Crachet-Picquery in Frameries,
- Grand-Trait in Frameries,
- Cour de l’Agrappe in Frameries,
- Crachet-Sainte-Placide in Frameries,
- Noirchain in Noirchain,
- Sainte-Caroline in La Bouverie,
- Couteaux Sainte-Mathilde in La Bouverie.

## Steenkoolmijn van Crachet Picquery
Deze mijn huisvest het wetenschapsmuseum SPARKOH!. Het omvat een mijnschachttoren en ondergrondse tunnels. Sinds 1989 is Crachet Picquery een beschermd monument.

## Afbeeldingen

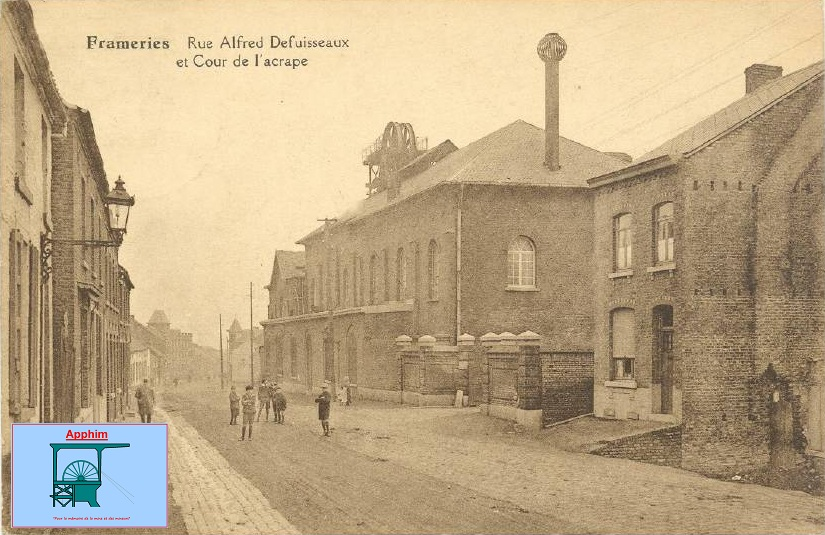
Mijn van Agrappe in 1925
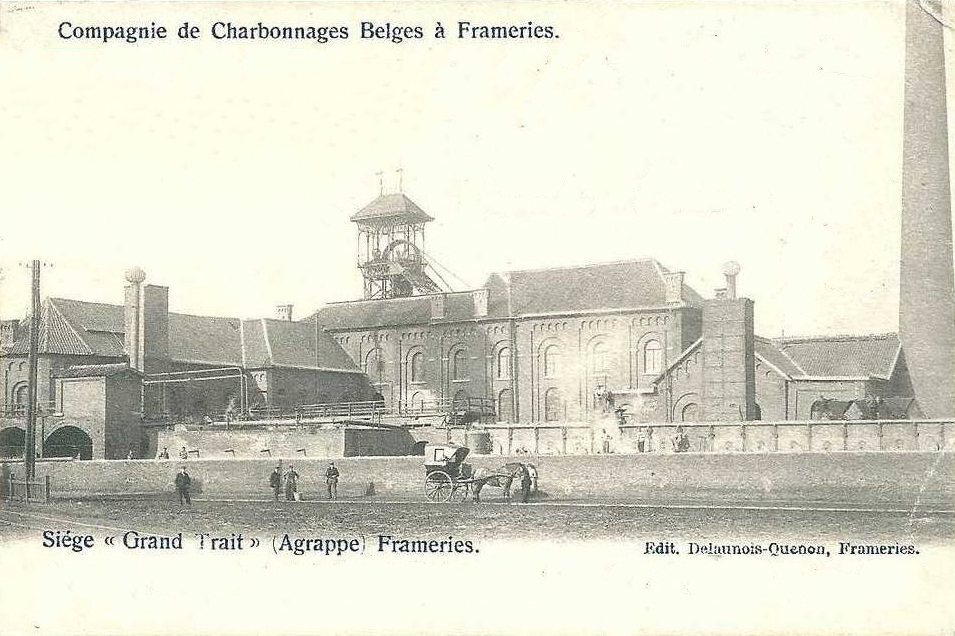
Mijn van Grant Trait (1920)
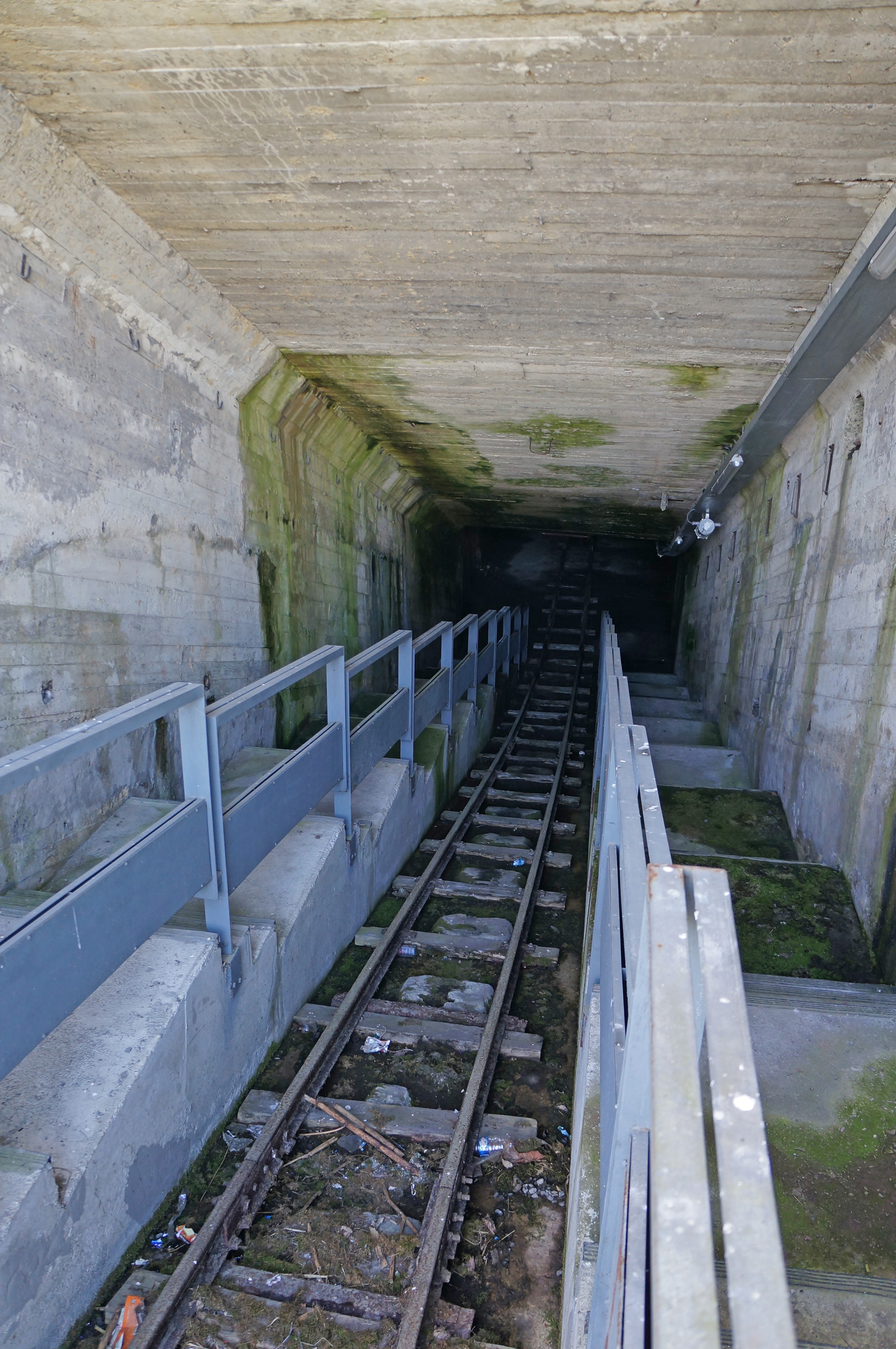
De ingang van "Charbonnage" Grand Trait
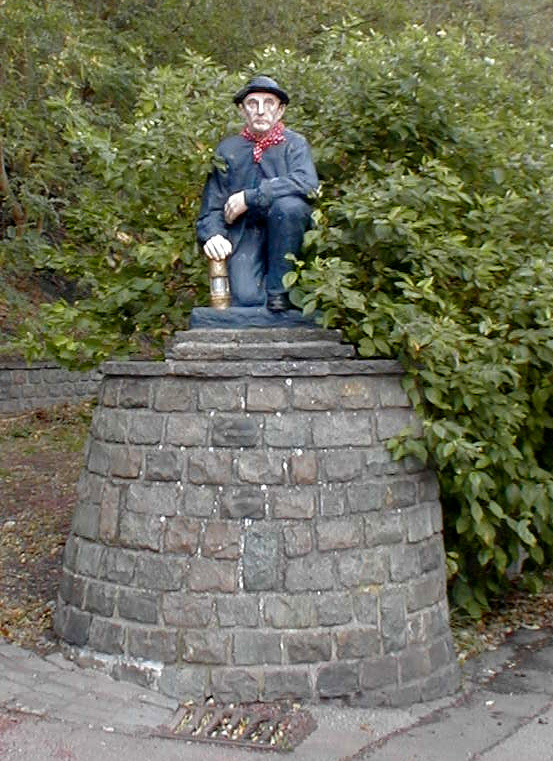
Standbeeld ter herdenking van de vele slachtoffers.
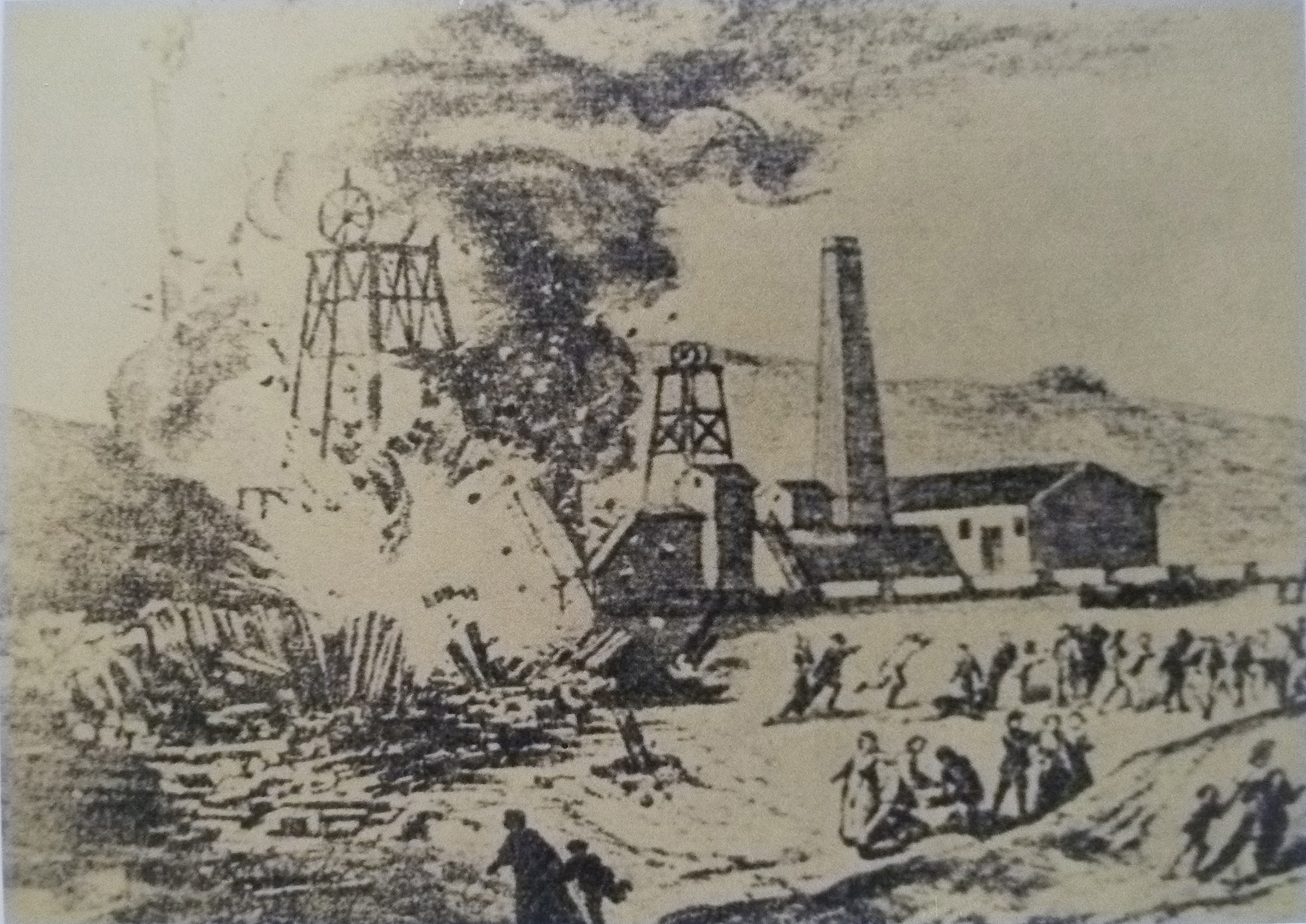
Mijnramp in de steenkoolmijn l'Agrappe op 17 april 1879